# Partito Liberale (Islanda)
Il Partito Liberale (in islandese Frjálslyndi Flokkurinn, FF) è stato un partito politico islandese di centrodestra. Il partito sosteneva la partecipazione dell'Islanda alla NATO, ma si era opposto fortemente all'invasione e all'occupazione dell'Iraq da parte degli Stati Uniti d'America; era anche contro l'adesione islandese all'Unione europea.
Il Presidente del partito è stato Guðjón Arnar Kristjánsson, membro del Parlamento. Nel 2006—2007, il piccolo partito Forza Nuova fu sciolto nel Partito Liberale, il che causò l'abbandono del partito da parte dell'esponente di spicco dei liberali Margrét Sverrisdóttir, che aderì a Movimento islandese - Vivere la terra, minacciando di dividere il Partito Liberale.
Prima delle elezioni del 2007, il partito era concentrato principalmente sulla materia delle quote di pesca e sulle piccole comunità di pescatori, fino ad occuparsi dell'immigrazione. È stato l'unico partito politico in Islanda a sostenere forti restrizioni sull'immigrazione, e conseguentemente fu accusato di xenofobia. Alla fine dopo la clamorosa sconfitta alle Elezioni parlamentari in Islanda del 2009 in cui i liberali non ottennero nessun seggio, il partito si è definitivamente sciolto, il 18 marzo 2012.

## Risultati elettorali
| Elezione          | Voti   | %   | Seggi  |
| ----------------- | ------ | --- | ------ |
| Parlamentari 1999 | 6.919  | 4,2 | 2 / 63 |
| Parlamentari 2003 | 13.523 | 7,4 | 4 / 63 |
| Parlamentari 2007 | 13.233 | 7,3 | 4 / 63 |
| Parlamentari 2009 | 4.148  | 2,2 | 0 / 63 |